# Trains de banlieue de Nairobi
 (février 2024).
Si vous disposez d'ouvrages ou d'articles de référence ou si vous connaissez des sites web de qualité traitant du thème abordé ici, merci de compléter l'article en donnant les références utiles à sa vérifiabilité et en les liant à la section « Notes et références ».
Les Trains de banlieue de Nairobi, dit Nairobi Commuter Rail, est un réseau de transport en commun ferroviaire desservant Nairobi et sa banlieue au Kenya.

## Réseau

### Services
| Ligne/Route | Terminus         | Nombre de gares | Tracé |
| ----------- | ---------------- | --------------- | ----- |
| Embakasi    | Embakasi Village | 5               |       |
| Syokimau    | Syokimau         | 5               |       |
| Limuru      | Limuru           | 5               |       |
| Lukenya     | Lukenya          | 7               |       |
| Ruiru       | Ruiru            | 7               |       |